# Onegésio
Onegésio (em grego clássico: Όνηγήσιος; translit.: Onegésios) foi um poderoso logades (ministro) huno que supostamente detinha poder superado apenas pelo de Átila. Segundo Prisco de Pânio, ele "sentou-se em uma cadeira à direita do rei", e isso sugere que servia como um dos principais apoiadores de Átila.

## História
Prisco de Pânio, que esteve em uma embaixada junto a Átila em 448 ou 449 EC, diz que Onegésio morava na mesma aldeia muito populosa em que Átila residia. Segundo ele:
"Depois do complexo do rei, a [casa] de Onegésio era magnífica e também possuía uma parede de troncos. A dele não estava equipada com torres, como a de Átila; contudo, tinha um banho, não muito longe da parede circundante, que Onegésio, como o homem mais destacado entre os citas [hunos] depois de Átila, construiu transportando pedras de Peônia [...] o arquiteto do banho foi trazido de Sirmio, como prisioneiro de guerra [...] Onegésio fez dele o atendente de banho, para servi-lo e a seus companheiros, enquanto eles estavam tomando banho.".
Onegésio e seu irmão Escotas eram pessoas de interesse para os romanos, em sua conspiração fracassada de assassinar Átila em 448 ou 449 EC, que incluía Crisáfio e o huno Edecão. Contudo, Onegésio estava ausente na maior parte do tempo, e os romanos se aproximaram de Escotas.

## Etimologia
O nome de Onegésio foi registrado em grego, pelos romanos, como Ὂνηγήσιος (Onēgēsios). O mesmo nome pode ser encontrado na Vida de São Lupo, mas escrito como Hunigásio. Otto J. Maenchen-Helfen e Omeljan Pritsak consideraram os finais -os / us ou -ios / ius como uma adição grega ao nome.
Maenchen-Helfen considera o nome de origem germânica oriental, reconstruindo-o como Hunigis, um nome atestado em outro lugar. Ele argumenta que o primeiro elemento, hun-, provavelmente significa "filhote de urso, jovem urso" ou "alto". 
Omeljan Pritsak julga que o nome seria Onegesi / Hunigasi e teria raízes no mongol * ünen (verdade) e no sufixo oguz gās-i. A forma reconstruída é na verdade um epíteto * üne-gāsi (honesto, fiel, verdadeiro, leal), que refere-se ao comportamento demonstrado por Onegésio em relação a Átila. 

Outros sugeriram etimologias turcas. L. Rásonyi derivou o nome do túrquico oneki (doze), uma etimologia que Maenchen-Helfen rejeita. F. Altheim e R. Stiehl o derivaram do turco on-iyiz, que significa "quem comanda dez", uma referência ao sistema de organização do comando em grupos de dez, comum dentre os povos das estepes. 